# Fussballclub Breitenrain 2019-2020
Questa voce raccoglie le informazioni riguardanti il Fussballclub Breitenrain nelle competizioni ufficiali della stagione 2019-2020.

## Stagione
Nella stagione 2019-2020 il Breitenrain, allenato da Martin Lengen, concluse il campionato di Promotion League al 9º posto.

## Rosa
| N. |                                 | Ruolo | Calciatore           |
| -- | ------------------------------- | ----- | -------------------- |
| 1  | Svizzera (bandiera)             | P     | Jon Gnehm            |
| 1  | Svizzera (bandiera)             | P     | Lars Schädeli        |
| 1  | Svizzera (bandiera)             | P     | Christian Schindler  |
| 2  | Svizzera (bandiera)             | D     | Michael Nilovic      |
| 4  | Svizzera (bandiera)             | C     | Fabian Stoller       |
| 5  | Svizzera (bandiera)             | D     | Nicola Nilović       |
| 8  | Svizzera (bandiera)             | D     | Imerli Arifi         |
| 8  | Svizzera (bandiera)             | C     | Severin Freiburghaus |
| 9  | Bosnia ed Erzegovina (bandiera) | A     | Amar Avdukic         |
| 10 | Svizzera (bandiera)             | C     | Mirson Volina        |
| 11 | Brasile (bandiera)              | C     | Neto                 |
| 13 | Svizzera (bandiera)             | C     | Eric Briner          |
| 14 | Svizzera (bandiera)             | A     | Marko Dangubic       |
| 17 | Svizzera (bandiera)             | D     | Loris Lüthi          |

| N. |                               | Ruolo | Calciatore          |
| -- | ----------------------------- | ----- | ------------------- |
| 18 | Svizzera (bandiera)           | A     | Artian Kastrati     |
| 19 | Svizzera (bandiera)           | C     | Christoph Schneuwly |
| 20 | Svizzera (bandiera)           | D     | Marco Hurter        |
| 21 | Svizzera (bandiera)           | D     | Raphaël Kehrli      |
| 22 | Svizzera (bandiera)           | C     | Gentian Demolli     |
| 22 | Macedonia del Nord (bandiera) | A     | Miran Maksuti       |
| 23 | Tunisia (bandiera)            | A     | Yessin Sdiri        |
| 24 | Germania (bandiera)           | C     | Maximilian Dreier   |
| 27 | Svizzera (bandiera)           | P     | Felix Hornung       |
| 27 | Svizzera (bandiera)           | P     | Leonard Kiener      |
| 27 | Svizzera (bandiera)           | P     | Leo Stuker          |
|    | Svizzera (bandiera)           | D     | Timo Righetti       |
|    | Svizzera (bandiera)           | C     | Julian Neumeister   |

## Organigramma societario
Area tecnica
- Allenatore: Martin Lengen
- Allenatore in seconda: Andreas Bachofner, Raphaël Kehrli
- Preparatore dei portieri: Jon Gnehm
- Preparatori atletici:

## Calciomercato

### Sessione estiva
| Acquisti | Acquisti | Acquisti | Acquisti |
| R.       | Nome     | da       | Modalità |
| -------- | -------- | -------- | -------- |

| Cessioni | Cessioni | Cessioni | Cessioni |
| R.       | Nome     | a        | Modalità |
| -------- | -------- | -------- | -------- |

### Sessione invernale
| Acquisti | Acquisti | Acquisti | Acquisti |
| R.       | Nome     | da       | Modalità |
| -------- | -------- | -------- | -------- |

| Cessioni | Cessioni | Cessioni | Cessioni |
| R.       | Nome     | a        | Modalità |
| -------- | -------- | -------- | -------- |

## Risultati

### Promotion League
| Arbitro: | Odiet |

|                                           |           |              |
| Dangubic 82’ (rig.) Volina 90’ Dreier 90’ | Marcatori | 39’ Lavorato |

| Arbitro: | Hürlimann |

|                    |           |              |
| Alvarez 90’ (rig.) | Marcatori | 90’ Dangubic |

| Arbitro: | Dégallier |

|  |           |               |
|  | Marcatori | 90’ Šabanović |

| Arbitro: | Ljatifi |

|                               |           |              |
| Isufi 30’ Suter 66’ Vesco 69’ | Marcatori | 20’ Kastrati |

| Arbitro: | Cibelli |

|                               |           |                                     |
| Sdiri 10’ Kastrati 14’ (rig.) | Marcatori | 20’ Riedmann 39’ Miani 86’ Foschini |

| 22 marzo 2020, ore CET 6ª giornata | Bellinzona | 0 – 0 referto | Breitenrain | \| Arbitro: \| Gianforte \| |
| Arbitro:                           | Gianforte  |               |             |                             |

| Arbitro: | von Mandach |

|            |           |                                              |
| Dreier 36’ | Marcatori | 39’ Rugovaj 70’ (rig.), 73’ Nsiala 80’ Qarri |

| Arbitro: | Hürlimann |

|                           |           |  |
| Ninte 57’, 79’ Mobulu 82’ | Marcatori |  |

| Arbitro: | Borra |

|                                     |           |            |
| Avdukic 19’ Dreier 39’ Kastrati 81’ | Marcatori | 22’ Bühler |

| Arbitro: | Kanagasingam |

|                        |           |                         |
| Gomes 38’ Shillova 81’ | Marcatori | 49’ Dreier 66’ Dangubic |

| Arbitro: | Bannwart |

|                        |           |                                |
| Dreier 43’ Nilović 45’ | Marcatori | 28’ Luburić 51’, 86’ Sulejmani |

| Arbitro: | Carrard |

|           |           |              |
| Causi 39’ | Marcatori | 85’ Kastrati |

| Arbitro: | Rosset |

|                   |           |           |
| Dangubic 55’, 64’ | Marcatori | 22’ Sergi |

| Arbitro: | Ghisletta |

|                          |           |                 |
| Maksuti 38’ Kastrati 77’ | Marcatori | 40’ (rig.) Gele |

| Arbitro: | Odiet |

|                               |           |                     |
| Correia 11’, 62’, 90’ Dia 56’ | Marcatori | 23’ (rig.) Kastrati |

| Arbitro: | Ljatifi |

|            |           |                                   |
| Strahm 47’ | Marcatori | 12’, 53’, 68’ Dangubic 23’ Dreier |

| Arbitro: | Thies |

|                                                              |           |  |
| Dangubic 17’ (rig.) Schneuwly 21’ Neto 71’ Bühler 79’ (aut.) | Marcatori |  |

| 29 febbraio 2020, ore CET 18ª giornata | Brühl | – non disputata | Breitenrain |  |

| 7 marzo 2020, ore CET 19ª giornata | Breitenrain | – non disputata | Basilea II |  |

| 14 marzo 2020, ore CET 20ª giornata | Cham | – non disputata | Breitenrain |  |

| 21 marzo 2020, ore CET 21ª giornata | Bellinzona | – non disputata | Breitenrain |  |

| 29 marzo 2020, ore CET 22ª giornata | Stade Nyonnais | – non disputata | Breitenrain |  |

| 5 aprile 2020, ore CEST 23ª giornata | Breitenrain | – non disputata | Yverdon |  |

| 11 aprile 2020, ore CEST 24ª giornata | Köniz | – non disputata | Breitenrain |  |

| 19 aprile 2020, ore CEST 25ª giornata | Breitenrain | – non disputata | Black Stars Basilea |  |

| 26 aprile 2020, ore CEST 26ª giornata | Zurigo II | – non disputata | Breitenrain |  |

| 3 maggio 2020, ore CEST 27ª giornata | Breitenrain | – non disputata | YF Juventus |  |

| 10 maggio 2020, ore CEST 28ª giornata | Sion II | – non disputata | Breitenrain |  |

| 16 maggio 2020, ore CEST 29ª giornata | Rapperswil-Jona | – non disputata | Breitenrain |  |

| 23 maggio 2020, ore CEST 30ª giornata | Breitenrain | – non disputata | Étoile Carouge |  |

## Statistiche

### Statistiche di squadra
| Competizione     | Punti | In casa | In casa | In casa | In casa | In casa | In casa | In trasferta | In trasferta | In trasferta | In trasferta | In trasferta | In trasferta | Totale | Totale | Totale | Totale | Totale | Totale | DR |
| Competizione     | Punti | G       | V       | N       | P       | Gf      | Gs      | G            | V            | N            | P            | Gf           | Gs           | G      | V      | N      | P      | Gf     | Gs     | DR |
| ---------------- | ----- | ------- | ------- | ------- | ------- | ------- | ------- | ------------ | ------------ | ------------ | ------------ | ------------ | ------------ | ------ | ------ | ------ | ------ | ------ | ------ | -- |
| Promotion League | 22    | 9       | 5       | 0       | 4       | 19      | 15      | 8            | 1            | 4            | 3            | 10           | 15           | 17     | 6      | 4      | 7      | 29     | 30     | -1 |
| Totale           | 22    | 9       | 5       | 0       | 4       | 19      | 15      | 8            | 1            | 4            | 3            | 10           | 15           | 17     | 6      | 4      | 7      | 29     | 30     | -1 |

### Andamento in campionato
| Giornata  | 1 | 2 | 3 | 4  | 5  | 6  | 7  | 8  | 9  | 10 | 11 | 12 | 13 | 14 | 15 | 16 | 17 |
| --------- | - | - | - | -- | -- | -- | -- | -- | -- | -- | -- | -- | -- | -- | -- | -- | -- |
| Luogo     | C | T | C | T  | C  | T  | C  | T  | C  | T  | C  | T  | C  | C  | T  | T  | C  |
| Risultato | V | N | P | P  | P  | N  | P  | P  | V  | N  | P  | N  | V  | V  | P  | V  | V  |
| Posizione | 1 | 3 | 6 | 10 | 12 | 13 | 14 | 15 | 14 | 14 | 15 | 15 | 12 | 12 | 13 | 12 | 9  |

Legenda:

Luogo: C = Casa; T = Trasferta. Risultato: V = Vittoria; N = Pareggio; P = Sconfitta.

### Statistiche dei giocatori
| I. Arifi        | 0  | 0 | 0 | 0 |
| A. Avdukic      | 14 | 1 | 1 | 0 |
| E. Briner       | 16 | 0 | 0 | 0 |
| M. Dangubic     | 12 | 9 | 3 | 0 |
| G. Demolli      | 11 | 0 | 2 | 1 |
| M. Dreier       | 15 | 6 | 4 | 0 |
| S. Freiburghaus | 0  | 0 | 0 | 0 |
| J. Gnehm        | 0  | 0 | 0 | 0 |
| F. Hornung      | 8  | 0 | 1 | 0 |
| M. Hurter       | 15 | 0 | 1 | 0 |
| A. Kastrati     | 13 | 6 | 2 | 1 |
| R. Kehrli       | 4  | 0 | 0 | 0 |
| L. Kiener       | 0  | 0 | 0 | 0 |
| L. Lüthi        | 15 | 0 | 1 | 0 |
| M. Maksuti      | 11 | 1 | 0 | 0 |
| N. Neto         | 14 | 1 | 1 | 0 |
| J. Neumeister   | 0  | 0 | 0 | 0 |
| M. Nilovic      | 1  | 0 | 0 | 0 |
| N. Nilović      | 13 | 1 | 3 | 0 |
| T. Righetti     | 0  | 0 | 0 | 0 |
| C. Schindler    | 1  | 0 | 0 | 0 |
| C. Schneuwly    | 16 | 1 | 2 | 0 |
| C. Schwab       | 0  | 0 | 0 | 0 |
| L. Schädeli     | 7  | 0 | 0 | 0 |
| Y. Sdiri        | 12 | 1 | 2 | 0 |
| F. Stoller      | 16 | 0 | 2 | 0 |
| L. Stuker       | 0  | 0 | 0 | 0 |
| S. Taveira      | 8  | 0 | 1 | 0 |
| M. Volina       | 12 | 1 | 1 | 0 |